# 1887 en santé et médecine
| Années de la santé et de la médecine : 1884 - 1885 - 1886 - 1887 - 1888 - 1889 - 1890    |
| Décennies de la santé et de la médecine : 1850 - 1860 - 1870 - 1880 - 1890 - 1900 - 1910 |

Cet article présente les faits marquants de l'année 1887 en santé et médecine.

## Événements
- 11 janvier : le médecin Jacques-Joseph Grancher défend la vaccination contre la rage de Louis Pasteur devant l'Académie de médecine[1].
- 3 mars : l'éducatrice Anne Sullivan commence à enseigner le langage à Helen Keller, une enfant aveugle et sourde, à Tuscumbia en Alabama[2].

- 4 juin : décret relatif à la création de l'Institut Pasteur de Paris, inauguré le 14 novembre 1888[3].
- Septembre : l'ophtalmologiste allemand Adolph Eugene Fick  soumet un article intitulé « Eine Contactbrille » (Des lunettes de contact) au journal Archiv für Augenheilkunde (publié en mars 1888) dans lequel il décrit ses travaux sur les lentilles de contact[4].

- David Bruce (1855-1931) établit la relation causale entre un micro-organisme et la fièvre de Malte, en isolant la bactérie qui sera nommée plus tard Brucella melitensis en son honneur[5].
- Le physiologiste britannique Augustus Desiré Waller réalise le premier électrocardiogramme humain[6].

## Naissances
- 3 avril : Georges Brohée, chirurgien et radiologue belge (mort en 1957).
- 7 avril : Einar Meulengracht (mort en 1976), médecin danois,

## Décès
- 9 février : Jules Béclard (né en 1817), physiologiste français.
- 27 février : Alexandre Borodine (né en 1833), compositeur, chimiste et médecin russe.
- 11 juillet : Đorđe Natošević (né en 1821), médecin et un pédagogue serbe.
- 19 août : Félix Giraud-Teulon (né en 1816), médecin français[7].